# Luciano Lutring

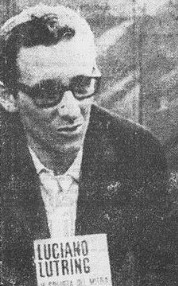
Luciano Lutring (1970)

Luciano Lutring (Milaan, 30 december 1937 – Arona, 13 mei 2013) was een Italiaans misdadiger, schrijver en schilder.

## Biografie
Zijn ouders Elvira Minotti en Ignazio Lutring wensten voor hem een muzikale carrière, maar al snel liep dat anders. Op jeugdige leeftijd schafte hij zich een Smith & Wesson aan waarmee hij een postkantoor overviel. Later werd dat een in een vioolkist verborgen mitrailleur wat hem de bijnaam solista del mitra opleverde. Populariteit verkreeg hij door zijn flamboyante levensstijl met vrouwelijk schoon in statige hotelkamers doorbrengend en samen met zijn onvervalst Milanees accent noemden velen hem een elegant rover die menig bank en winkel economische schade toebracht. Niet alleen in zijn thuisland, maar ook Frankrijk viel onder zijn werkterrein. Tijdens een vakantie aan de Rivièra leerde hij model Yvonne Candy kennen en trouwde spoedig met haar. Jaren wist hij de Europese sterke arm der wet te ontlopen totdat hij in 1965 door de Parijse politie werd verwond en in de kraag gegrepen. 12 van de geëiste 22 jaar verdween hij achter slot en grendel en mocht hij leven op kosten van beide staten (de laatste jaren met toestemming van Pompidou in Brescia). Een tijd die hij begon te verdrijven met schilderen en schrijven, onder andere naar Sandro Pertini, de toenmalige kamervoorzitter. Ook schreef hij een autobiografie getiteld "De Zigeuner". Een tweede partner, Dora Internicola, kreeg zoon Mirko van hem, later werd hij vader van tweeling Natasha en Katiusha met Flora D’Amato.

### Zelf
- Il solista del mitra, Longanesi, 1966
- L'assassino non sciopera, Longanesi, 1966
- Una storia da dimenticare, Acar, 2004 ISBN 88-89079-07-X
- Catene spezzate, Acar, 2006 ISBN 88-89079-16-9
- Come due gocce d'acqua, Acar, 2007
- L'amore che uccide, Acar, 2008

### Anderen
- Carlo Lucarelli Storie di bande criminali, di mafie e di persone oneste 2008, Einaudi ISBN 978-88-06-19502-1
- Luca Steffenoni, Nera. Come la cronaca cambia il delitto 2011, San Paolo, ISBN 978-8821571985
- Andrea Villani, Luciano Lutring, Mursia, ISBN 9788842543473

- International Standard Name Identifier: 0000 0003 8470 1359
- Library of Congress Control Number: n2010057010
- RKD-Nederlands Instituut voor Kunstgeschiedenis: 307223
- Istituto Centrale per il Catalogo Unico: SBLV056768
- Virtual International Authority File: 277741740
- WorldCat: E39PBJrKWV4HgW6vT67mqbQ8YP